# 東涌北公園

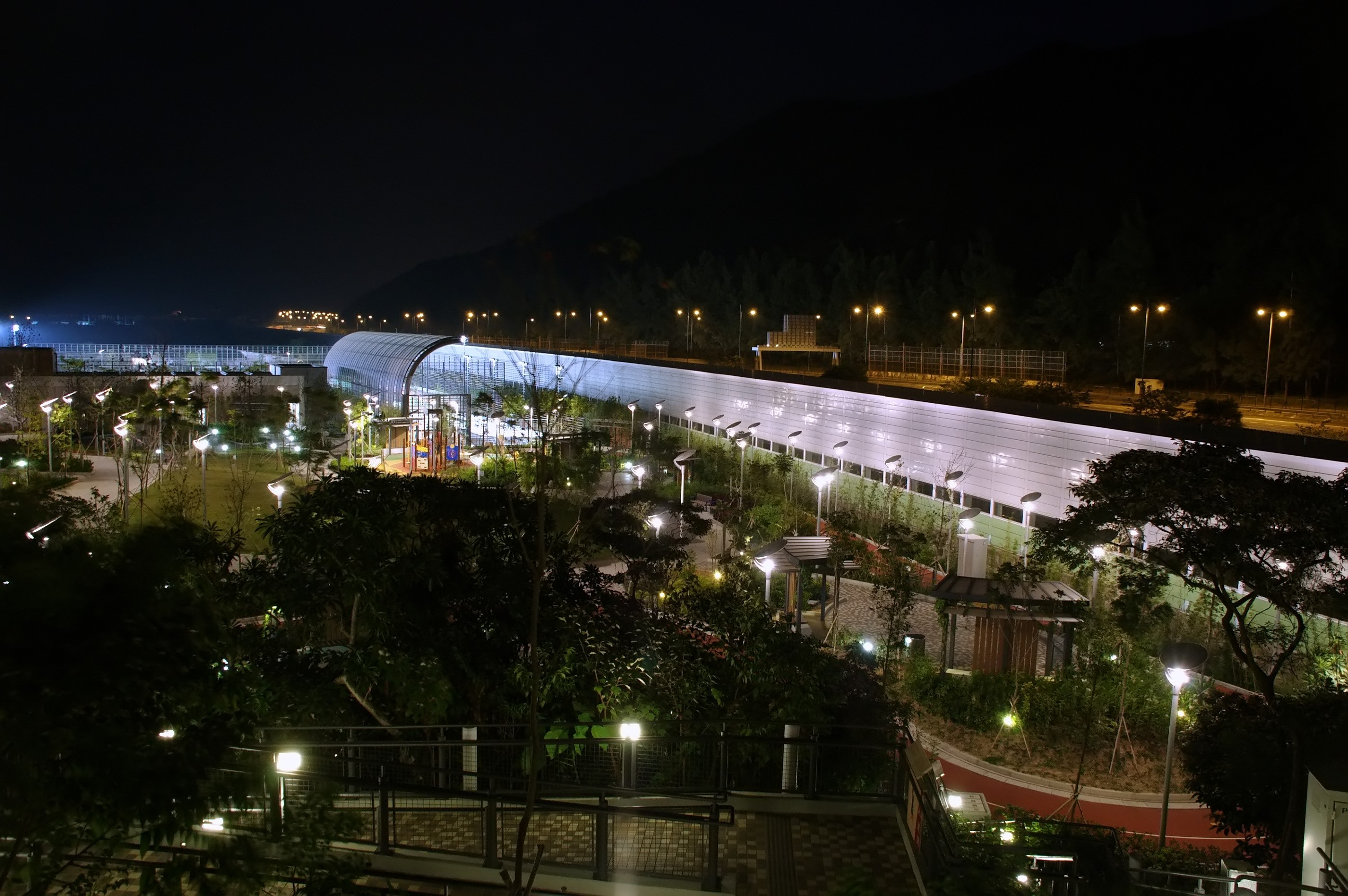
東涌北公園內健康園的夜景。圖片上方的道路為北大嶼山快速公路。圖片下方為公園內的健康徑。

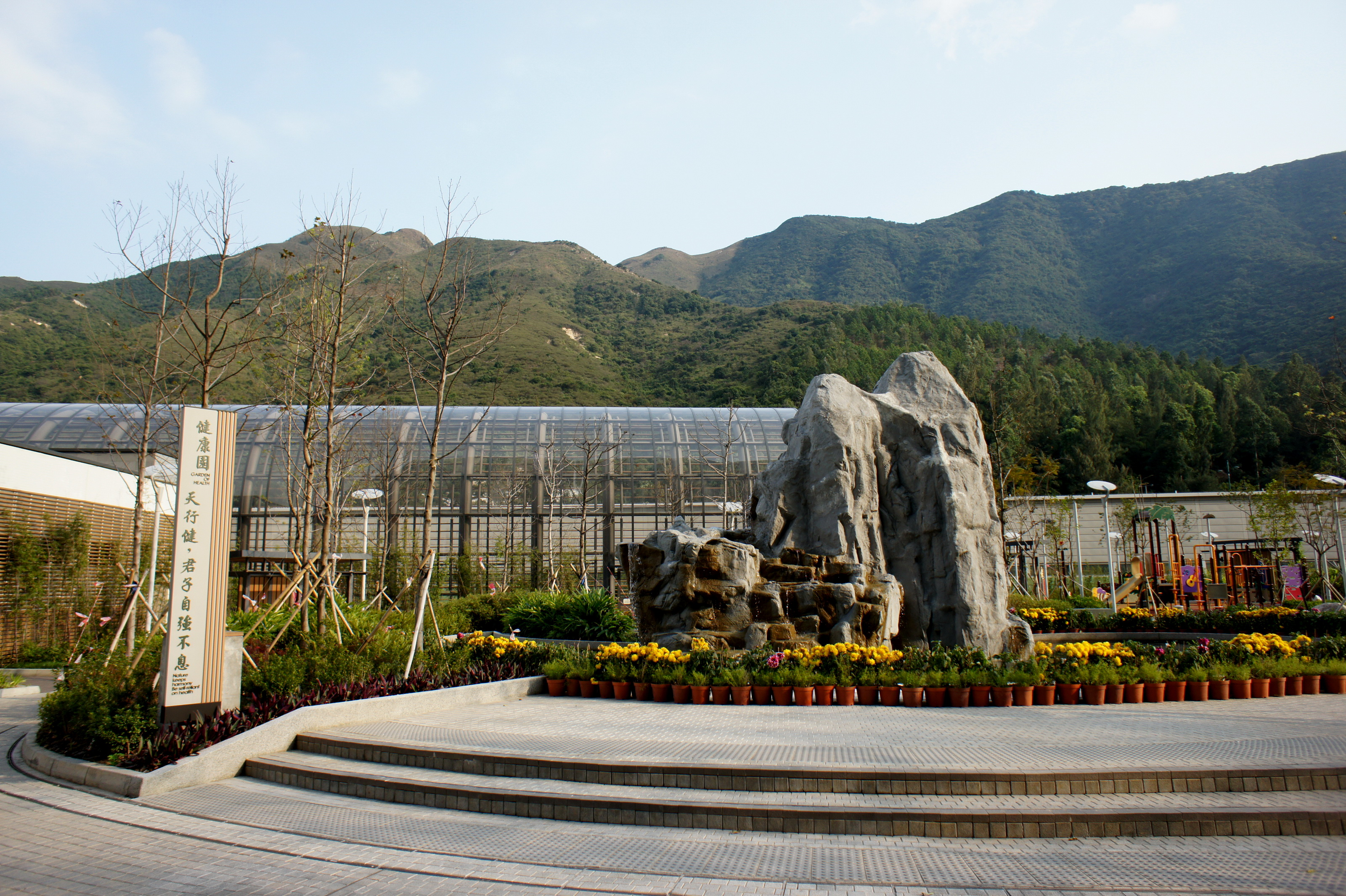
健康園的入口，左方木牌上寫有出自《周易》「天行健，君子自強不息」這句古訓。

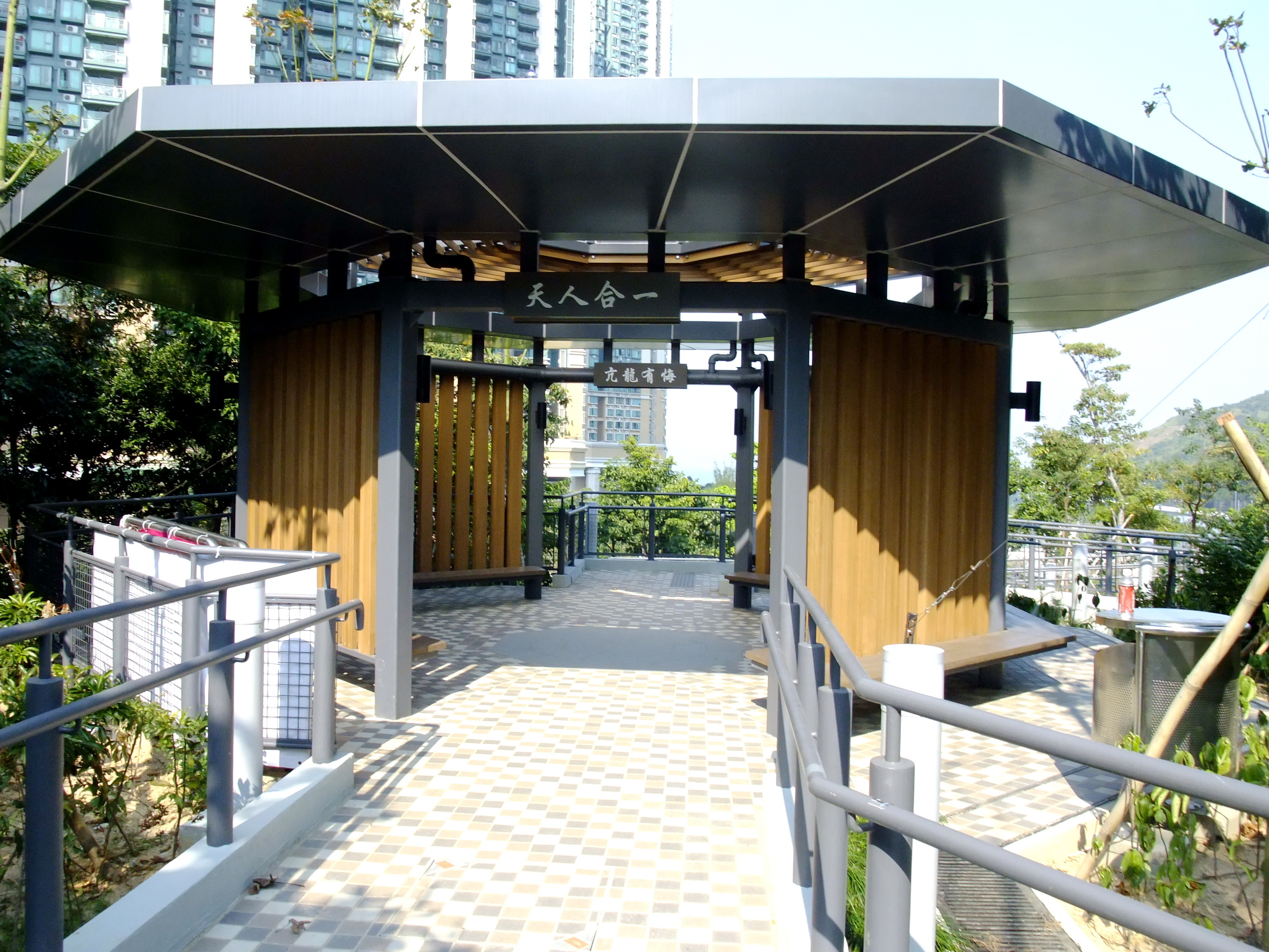
健康徑上的八面亭，横匾上的題字分別是出自儒家學說的「天人合一」及《周易》的「亢龍有悔」。

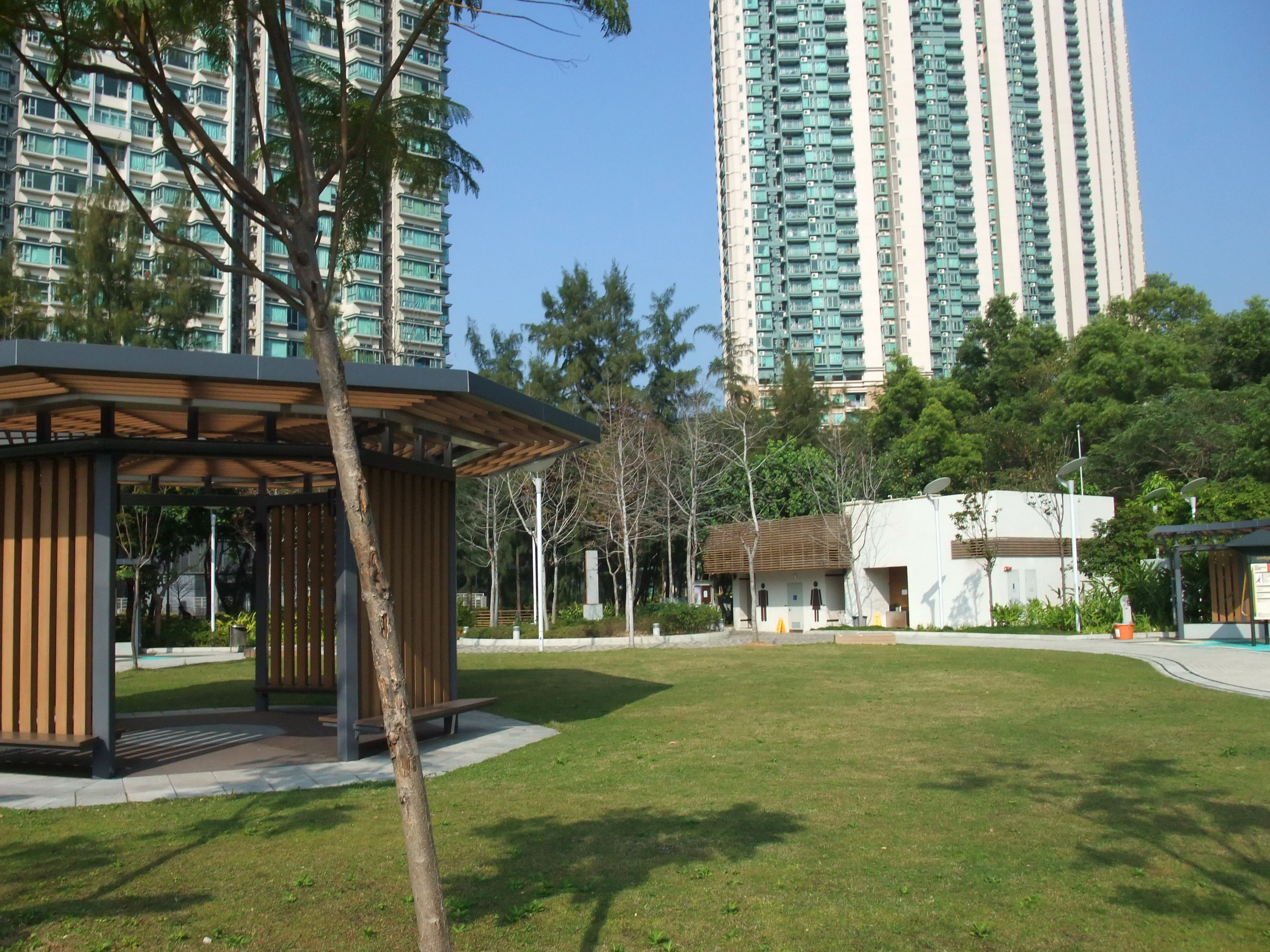
太極園

東涌北公園（英語：Tung Chung North Park）是香港的一座公園，位於東涌文東路29號，公園毗鄰靈糧堂秀德小學、藍天海岸及映灣園，佔地約3.8公頃，由康樂及文化事務署管理。
公園與東涌市中心、港鐵東涌站一帶為北大嶼山公路、怡東路和東涌東交匯處所分隔開，有媒體曾報道公園人流甚低。

## 歷史
東涌北公園的所在位置原為「低埔村」的北部，附近為荒廢已久的直升機坪、大片野草地、耕地及天然海岸，香港政府於規劃北大嶼山新市鎮時，將該處稱為「東涌第18區地區休憩用地」，並於2010年5月10日起分階段閞放。

## 設施
東涌北公園的康樂設施包括七人硬地足球場、滑板場、健康園、中藥園，太極園及寵物公園的主要部份。其中的健康園內設有兒童遊樂場、緩跑徑、华佗園、神農百草園、李時珍本草園、蝴蝶園、芳香園及連接中藥園的健康徑。太極園內則設有涼亭、長者健身角和卵石步行徑，太極園的外圍設有寵物公園。
中藥園裏種植了百多種不同中草藥，按草藥功能排列，每種草藥旁邊更設有展示板，顯示其名稱、學名、植物科名、原產地及藥用功能，也介紹各種都市疾病及療法和展示容易混淆的中藥。展館並為市民提供一個認識各種中草藥的植本狀態和藥本性質的活教室，內設數部電腦並有以中藥為題的電腦遊戲。
健康徑的沿途展示各種中國傳統養生運動姿態圖，其中包括導引、禪坐、五禽戲、八段錦及太極拳。
寵物公園的部份佔地2,180平方米，建於公園的外圍，設有狗廁所、飲水器及長椅等。
滑板場是全港首個採用「碗池」設計的板場，由澳洲 Skate Park設計公司設計。場地適合玩滑板和玩單線滾軸溜冰者使用，使用者年齡須達8歲，若不足12歲者，則應有成年人在旁。

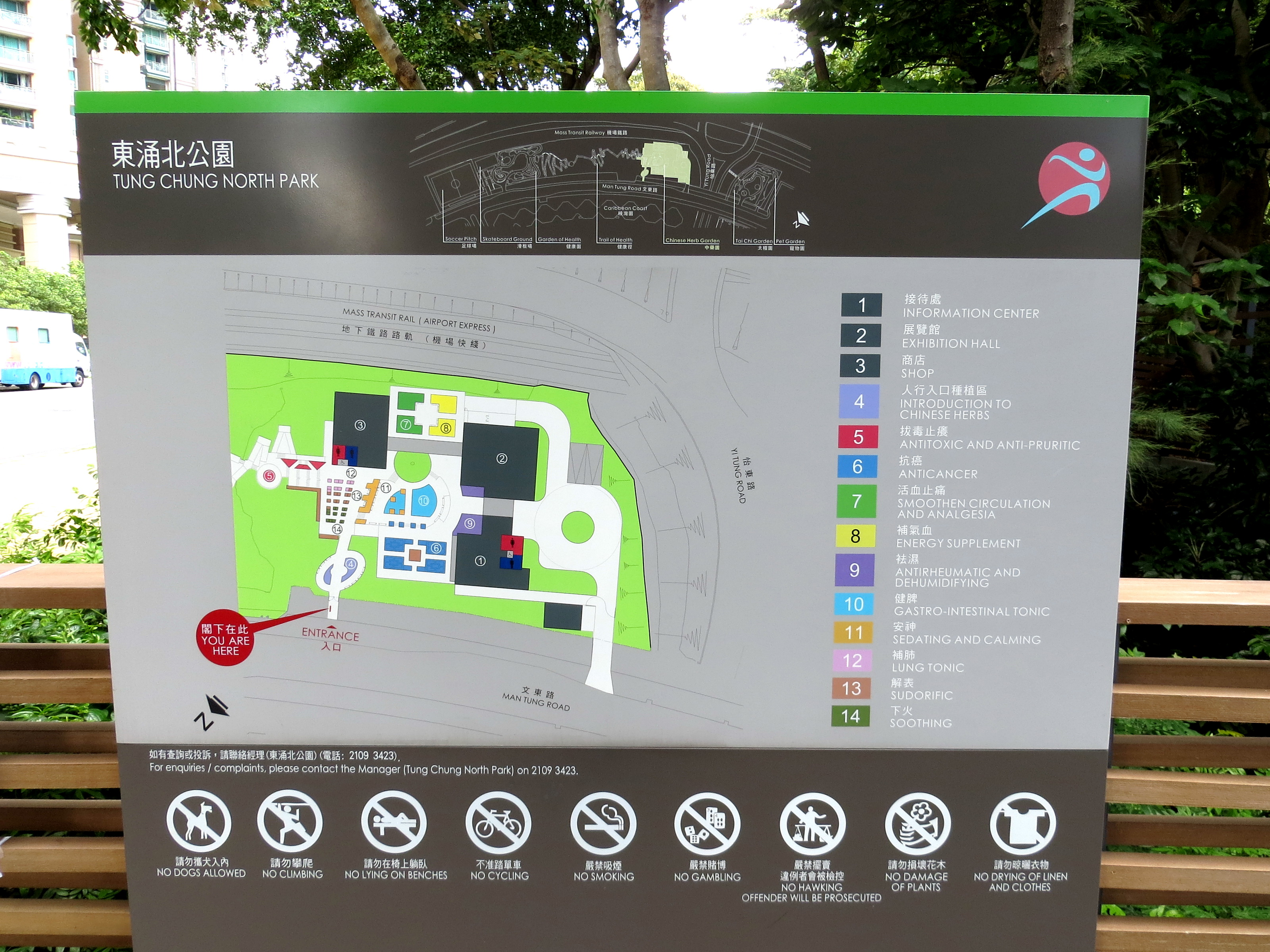
東涌北公園內中藥園的平面圖
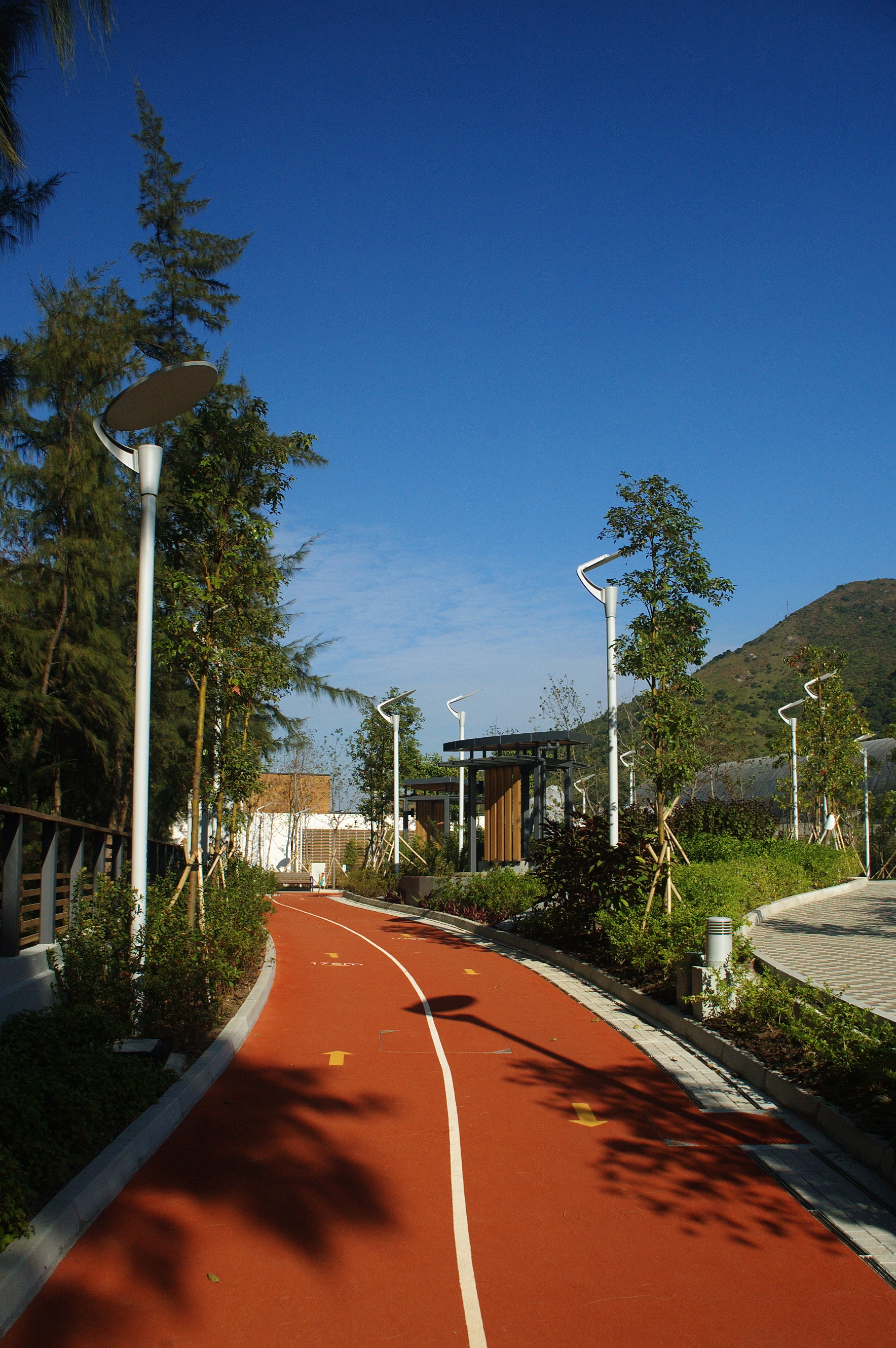
東涌北公園內的緩跑徑
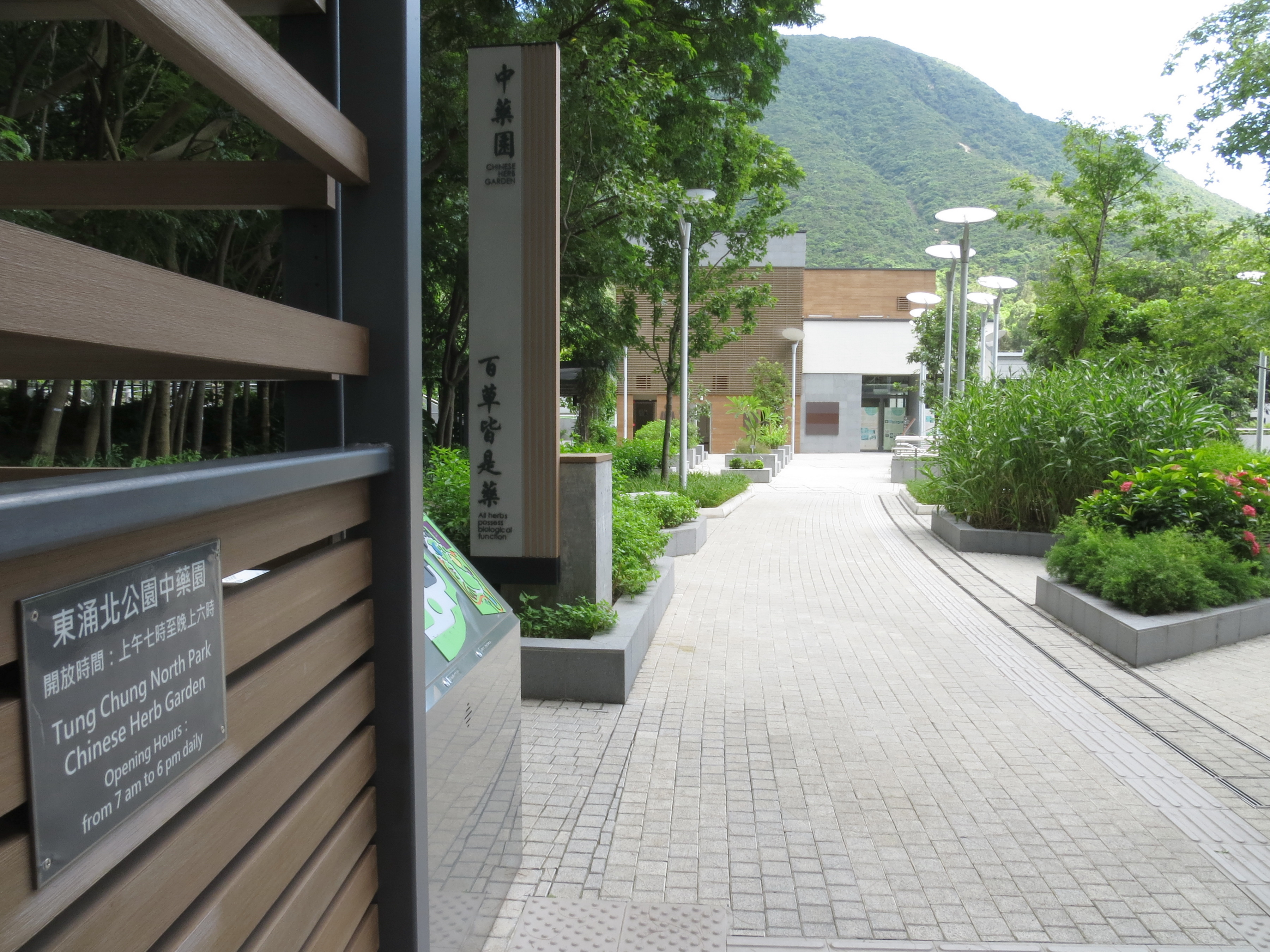
東涌北公園中藥園的入口
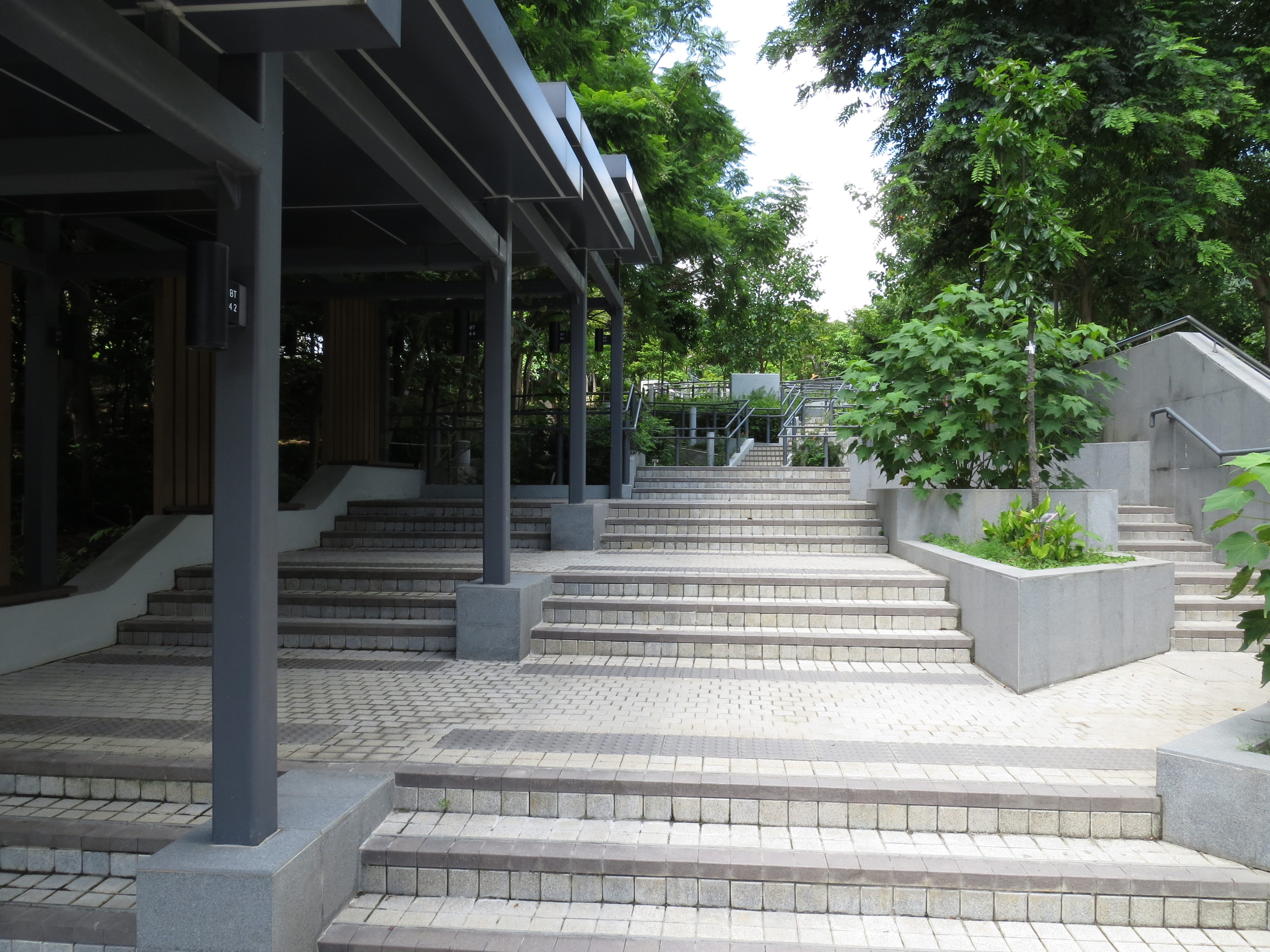
從中藥園望向健康徑
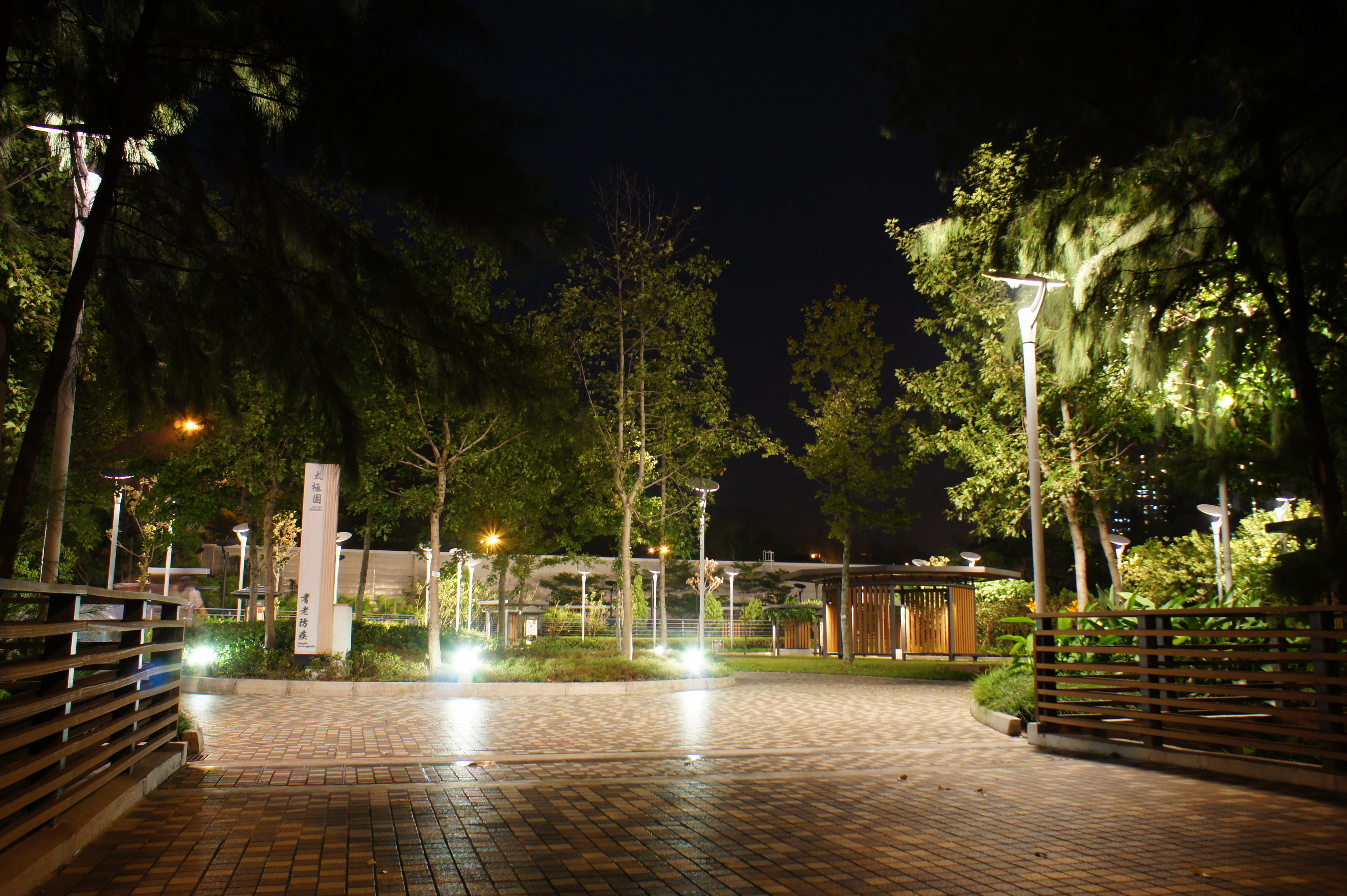
東涌北公園太極園的入口
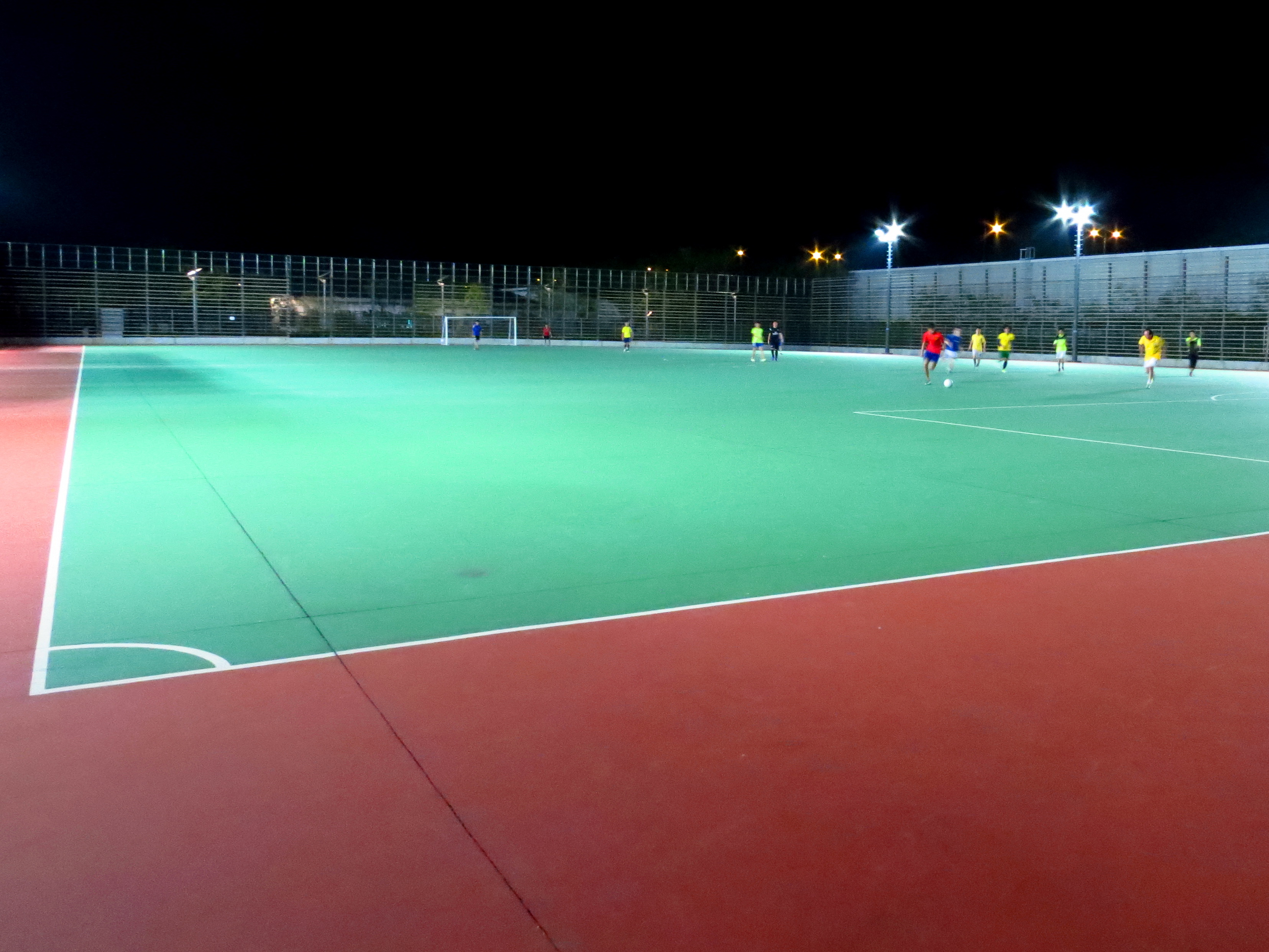
東涌北公園內的七人硬地足球場
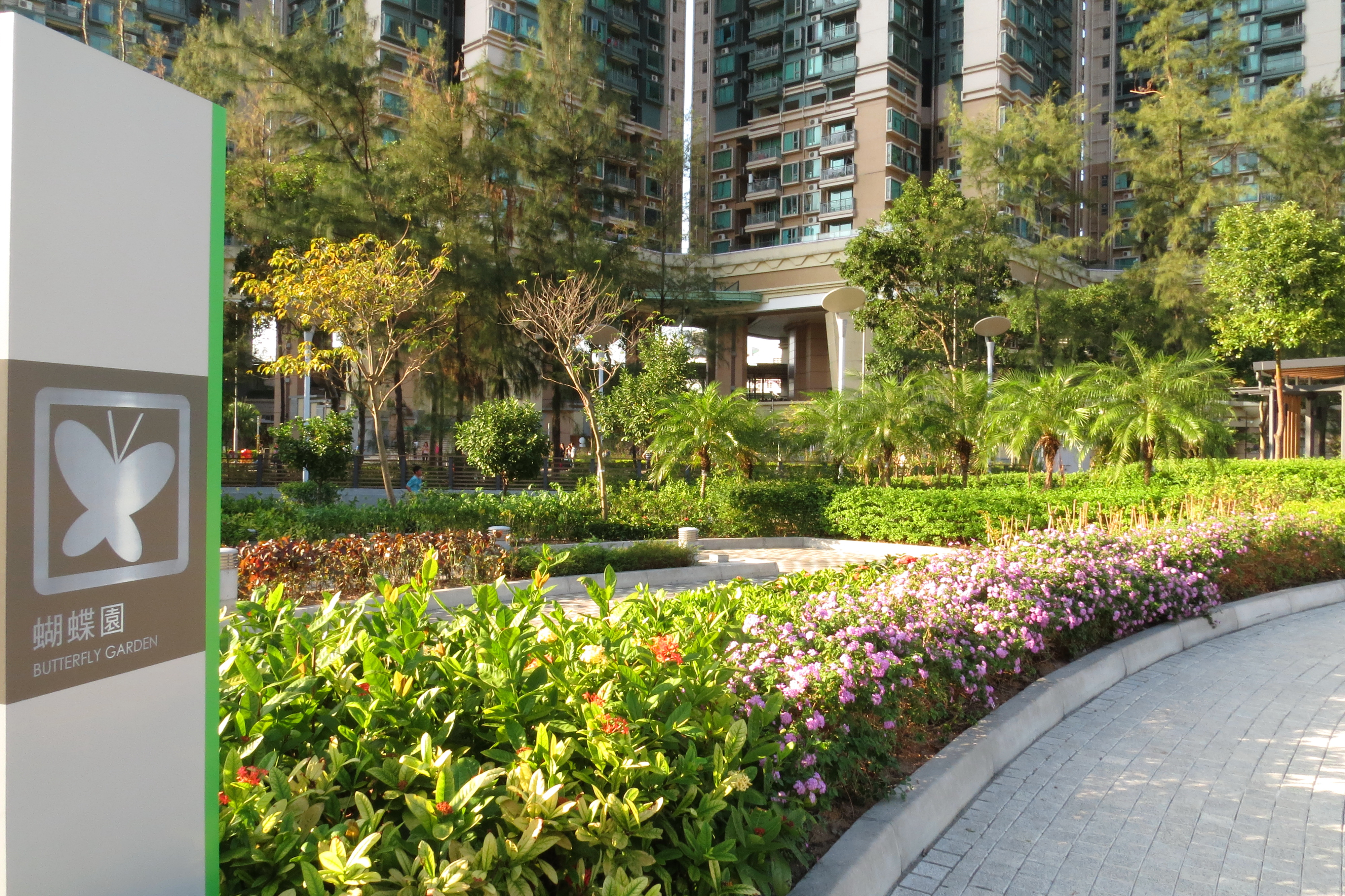
東涌北公園內的蝴蝶園
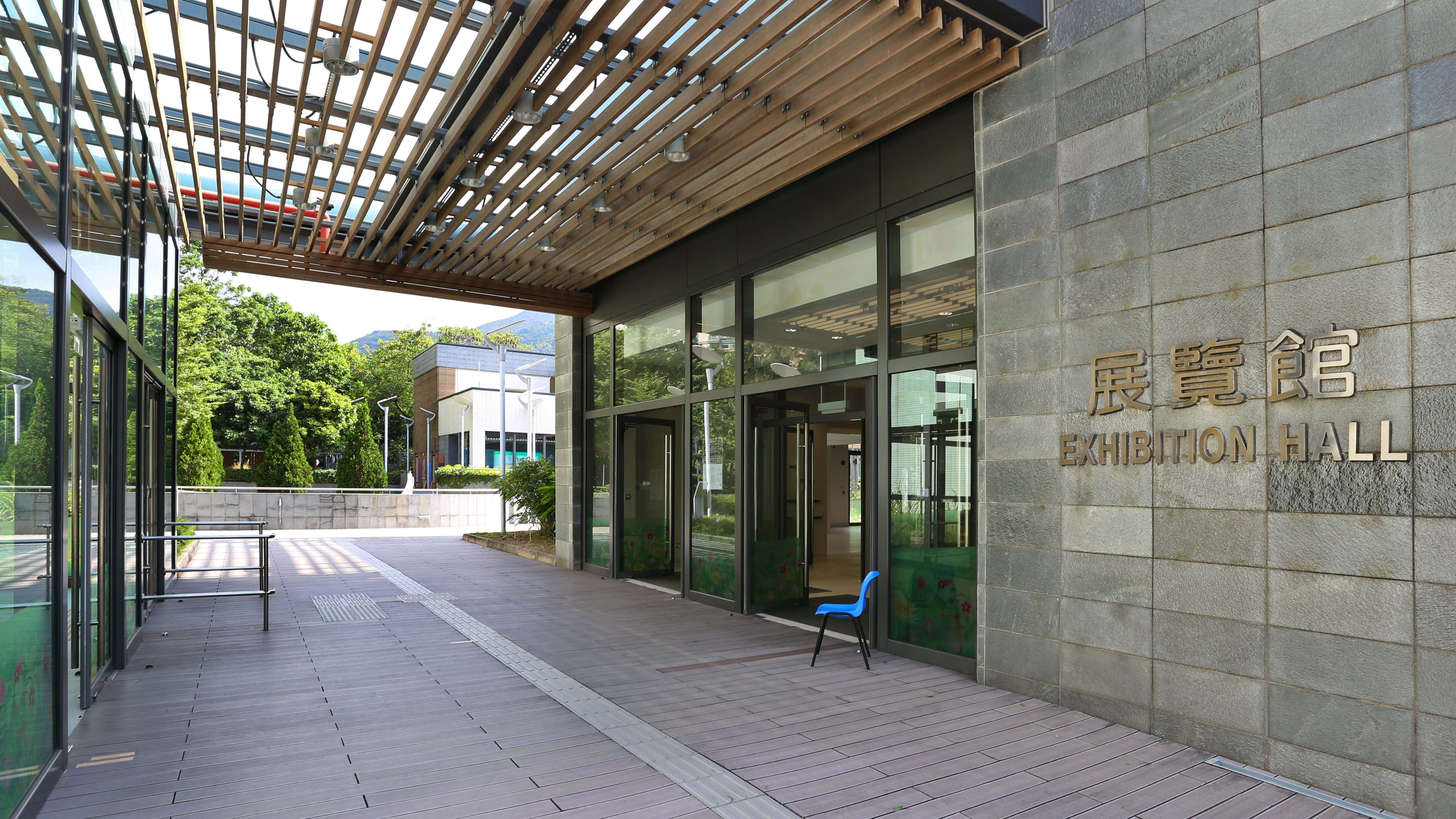
東涌北公園內的展覽館
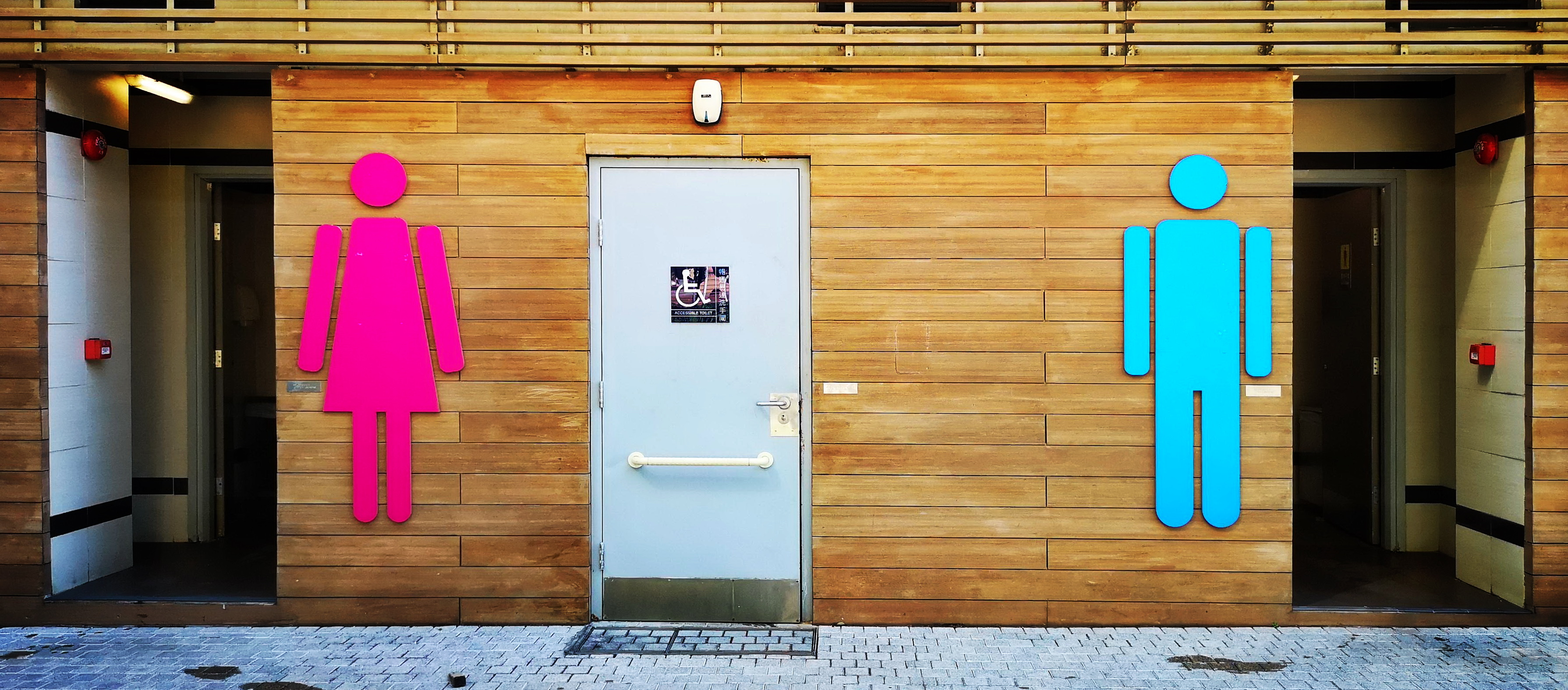
東涌北公園內的洗手間外貌

## 開放時間
- 公園設施：24小時開放
- 寵物公園、滑板場、七人硬地足球場：07:00-23:00
- 中草藥園：09:00-18:00

## 禁煙安排
根據《吸烟（公众卫生）条例》，此場地全面禁煙，定額罰款為港幣一千五百元。

## 鄰近建築
- 東涌市政大樓
- 東涌公共圖書館
- 靈糧堂秀德小學
- 映灣園
- 東薈城
- 諾富特東薈城酒店

## 資料來源
1. 1 2 3  . 香港01. 2017-01-08.
2. ↑  可參考地政總署測繪處編號為9-SE-B之HP5C系列1:5000中比例衍生地圖在1986年11月及1998年10月所刊印之版本
3. ↑  . 大紀元時報. 2010-12-17  [2011-03-04].[]
4. ↑  . 頭條日報. 2010-05-31  [2011-02-26].
5. ↑  . 蘋果日報. 2010-08-23  [2011-02-26].

## 外部連結
- 東涌北公園[永久]